# ريمي سيليا
ريمي سيليا  (بالإنجليزية: Rémi Cilia)‏ (مواليد 11 سبتمبر 1989 في فرنسا) لاعب كرة قدم أجاكسيو - فرنسا يجيد اللعب في خط الدفاعلعب حاليا لصالح نادي أجاكسيو فرنسا.

## روابط خارجية
- ريمي سيليا على موقع قاعدة بيانات كرة القدم.إي يو (الإنجليزية)
- ريمي سيليا على موقع ليكيب (الفرنسية)
- ريمي سيليا على موقع Soccerway.com (الإنجليزية)
- ريمي سيليا على موقع كووورة